# 陈廉伯

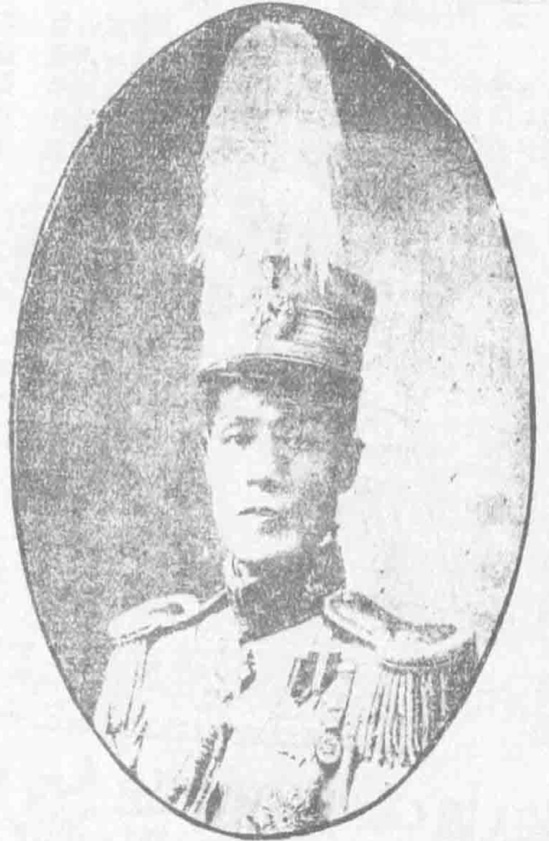
身穿軍裝的陳廉伯

陈廉伯（1884年10月21日—1944年12月24日），字朴庵，祖籍广东南海县西樵简村，民初商人及軍閥，继昌隆缫丝厂创始人陈启沅之孙，广州商团团长，廣州商團事變後流亡香港，自此立場轉為親日，1941年香港淪陷後與佔領香港的日軍合作，成爲華民代表會四位成員之一。1944年12月乘船時在大嶼山以北的龍鼓水道被美軍空襲炸死。

## 生平

### 早年
陈廉伯生于商人世家，祖父陈启沅，南洋归侨，父亲陈蒲轩是一名丝业富商。陈是长子，但从小过继给同宗二伯婆。
陈廉伯最初在私塾读书，12岁时受祖父影响，赴香港入讀皇仁书院學英文並获得英国国籍。16岁毕业后，陈进入汇丰银行广州沙面分行工作，后由于成绩突出升任买办。同时在1905年起他又兼任自家的丝庄“昌栈丝庄”的司理。1908年，他与南洋商人张弼士等发起创办广东保险公司，担任公司协理。
因善于经营，年轻的陈廉伯很快成为巨富，1910年昌栈丝庄的资金已达30万元。陈以昌栈丝庄司理身份，相继加入广东商会、广州商务总会，成为广东商界的名人。此时他联络广州几家大丝商统一购销，垄断当地的生丝买卖。1910年上海金融危机波及广州，陈廉伯利用汇丰银行贷款从中渔利，还大做炒卖银砖的投机生意；之后又依靠汇丰银行私铸银币，操纵金银市场。除丝业外，他还经营航业、矿业、纸业，以及茶业、桐油、猪、烟草、竹品、草席等土特产品，在十年左右获利达数百万。其资产甚至有分布国外。
陈廉伯曾被袁世凯授予二等嘉禾勋章。1915年，陈廉伯任巴拿马万国博览会广东出口协会总理、广东总商会会长，后任广东丝绢公会、矿业公会、输出业协会等会长。1917年至1920年桂系军阀统治广东时期，他与省长朱庆澜、两广巡阅使兼督军陆荣廷、海军上将萨镇冰等均有来往。他在广州西关逢源路沙地一巷36号建有豪华的西式公馆，西式建筑、中式庭园，公馆内设有广州工商界头面人物的“荔湾俱乐部”，一时冠盖云集。他亦将生意所得大量花费于与各界交流之用。

### 广州商团事变
1911年辛亥革命後，全國烽火連天、兵燹四起，广州商人为自卫于1912年成立广州商团。陈廉伯担任团长兼广州粤商公安维持会（商团公所）理财课主任，他支垫商团经费，借款购置枪械，使商团有了自卫能力，得以在龙济光、陆荣廷统治时期维持广州商业的正常运转。1917年陈廉伯任粤商公安维持会代理评议长，进一步武装商团。
1919年3月，商团仿照西式议会政治完成改组，设立了最高机构评议会及十个分团，陈廉伯当选新一任团长。评议会有23名评议员，任期一年、可连任，期满后需重新选举。8月，陈廉伯就任广东省商团军总团长。至1924年，广州商团总人数已扩大到1.3万人。
1924年1月中國國民黨第一次全國代表大會召开，实行三大政策，商团恐惧实行共产，转而敌视孙中山领导的国民党。同年5月陈廉伯成立“广东省商团军联防总部”，任总长，邓介石、陈恭受任副总长。8月10日，商团向英商南利洋行购置的一批枪支弹药在广州天字码头附近江面被蒋介石率领的江固舰扣留，8月12日、15日，商团军代表1000多人两次到大元帅府请愿，要求发还扣留的军火。被拒绝后，组织广州商人罢市，并以「中华民国政治定国军」名义，通电全省各县商团罢市。
8月24日，孙中山宣布广州戒严，通缉陈廉伯。9月4日，孙中山离开广州赴韶关北伐大本营，广东省长胡汉民给商团发还部分被扣军火。事态稍有平息。10月10日下午，中共广东区委发动工会、农会、青年团及广东工团军的五六千人召开“双十警告节”大会，会后举行示威游行，高呼“打倒商团，杀陈廉伯，拥护革命政府”等口号。在太平路（今人民南路）西濠口，游行队伍与商团军发生流血冲突。商团军在西关构筑街垒，封锁市区，张贴“孙文下野”、“打倒孙政府”等标语。
10月15日凌晨，國民革命軍突然回师广州並击溃商团民兵，陈廉伯慌忙出逃香港。

### 香港时期
此后，陈在香港出任南洋兄弟烟草公司监理、香港东华医院总理、保良局绅士等。他自称“被迫离开广州几年了，不是搭起欢迎牌楼，我誓不重返广州！”1925年5月中旬，陈廉伯、刘震寰、杨希闵与段祺瑞、陈炯明、林虎、邓本殷的代表在香港开会，讨论联合起兵反抗广东革命政府。:159
陈济棠主政广东时期，他与一班港绅组织了一个观光团回到广州，广东省政府搭起牌楼欢迎。陈济棠、陈铭枢设宴招待，还希望港商“投资振兴祖国实业”。回港后，陈廉伯声言其被通缉离鄉几年的郁气“一吐无余”。
后来，陈廉伯与日本势力接近。1941年，他上书香港總督楊慕琦，要求英国棄守香港，将香港和平移交給日本，因有串通日本之嫌，陳被港府逮捕。太平洋战争爆发后，日军攻占香港，陈与日本占领军总督矶谷廉介合作，提议设立「華民代表會」，并于1942年出任其四委员之一。
1944年12月24日，陳廉伯攜全家共三妻妾、兩子、三家傭從香港乘內河渡輪「嶺南丸」赴澳門，渡輪航行到屯門及大嶼山之間的龍鼓水道，在磨刀島附近被美軍戰機擊沉。陳家僅有一子一妾有幸生還，而其本人及其餘家眷全數墜海失蹤。陳之死訊於1944年12月26日的香港《香島日報》和《華僑日報》有報導。之後，兩報於1945年1月6日和11日皆有其追悼會消息。送花圈致祭的名人當中包括當時香港佔領地總督田中久一中將、前任佔領地港督磯谷廉介中將、當時東亞銀行簡東浦、簡悅強、周壽臣與香港華民代表會、香港華民各界協議會同人等等前往拜祭。

## 影響
陈廉伯热心从事慈善事业，他曾捐资医院、慈善会和赈济会，被推举为广东粮食济会总理和方便医院、博济医院董事，还在家乡创办义学、女子职业学校。
1921年，陈廉伯与粤港商人李煜堂、马应彪等人及广东政府出资，在当时的岭南大学（校址在今天的中山大学）内分立岭南农科大学。1927年，岭南农科大学并入岭南大学，改组为农学院。
陈廉伯公馆位于廣州逢源路沙地一巷36号，外观仿照欧洲建筑，坐东朝西，首层用地面积约400平方米。此建筑1946年曾作两广监务公署办公，有宪兵守护。中华人民共和国成立后曾用作机关宿舍，大楼顶部瓦面被拆并作了平顶加层，后园部分园地被占用作小商铺。2010年，广州政府计划进行整栋修复，前期工程先是拆除顶部违建。

## 家族

### 兄弟
- 陈廉仲：商团事变后仍留在广州，孙女陈安薇是现广医三院主任医师
- 陈汝恭：一生在南海西樵教书
- 陈蒲生：受大哥陈廉伯委派到广西开发、经营金矿，后到香港经营美孚、蚬壳石油等生意[10]

## 评价
毛泽东：我们试看中国社会各阶级是怎么样。第一，大资产阶级……如买办阶级一—与外资有密切关系之银行家（如陆宗舆、陈廉伯等）、商业家（如唐绍仪、何东等）、工业家（如张謇、盛恩颐等）、大地主（如张作霖、陈恭受等）、官僚（如孙宝琦、颜惠庆等），军阀（如张作霖、曹锟等）。